# Clément-Emile Roques
Clément-Emile Roques (Graulhet, 8 de diciembre de 1880 – Rennes, 4 de septiembre de 1964) fue un cardenal y arzobispo católico francés.

## Biografía
Nacido en Graulhet, Clément-Émile Roques estudió en el seminario de Albi y en el Instituto Católico de Toulouse antes de ser ordenado sacerdote el 2 de abril de 1904. Luego se desempeñó como profesor, administrador, prefecto de estudios, y superior del seminario de Barral, en Castres, hasta 1929.
El 15 de abril de 1929, Roques fue nombrado obispo de Montauban por el Papa Pío XI. Recibió la consagración episcopal el 24 de junio siguiente de parte del arzobispo Pierre-Celestin Cézerac, con el arzobispo Jules-Géraud Saliège y el obispo Charles Challiol como co-consagrantes, en la Catedral de Albi. Roques fue nombrado posteriormente arzobispo de Aix el 24 de diciembre de 1934, y arzobispo de Rennes el 11 de mayo de 1940.
El Papa Pío XII lo creó cardenal presbítero de Santa Balbina en el consistorio del 18 de febrero de 1946. Fue legado pontificio en el Congreso Eucarístico Nacional de 1947 en Nantes, y en el Congreso de 1956 cuya sede fue Rennes. Fue uno de los cardenales electores en el cónclave de 1958, Roques vivió el tiempo suficiente para asistir solamente a las dos primeras sesiones del Concilio Vaticano II de 1962 a 1963, y participar en el cónclave de 1963 donde el Papa Pablo VI fue elegido. Durante su mandato como arzobispo, confirmó tres milagros atribuidos a Nuestra Señora de Lourdes.
Roques murió en Rennes, a la edad de 83 años. Está sepultado en la Catedral Metropolitana de San Pedro.

## Otros proyectos
- Wikimedia Commons alberga una categoría multimedia sobre Clément-Emile Roques.